# Les Breuleux
Les Breuleux är en ort och kommun i distriktet Franches-Montagnes i kantonen Jura, Schweiz. Kommunen har 1 506 invånare (2021).